# Christopher Pike (Autor)
Christopher Pike, eigentlich Kevin Christopher McFadden (* 1955 in New York City) ist ein US-amerikanischer Jugendbuchautor.
Sein Pseudonym wählte er nach Captain Christopher Pike aus der Pilotfolge von Raumschiff Enterprise. 1996 erhielt er den Grand Prix de l’Imaginaire. McFadden lebt in Santa Barbara.

## Werke (Auswahl)
- Die Mitternachtsfreunde. Bergisch Gladbach 1995 ISBN 3-404-74001-7
- Dunkle Begegnungen. Bergisch Gladbach 1998 ISBN 3-404-74017-3
- Gänsehaut um Mitternacht. Bergisch Gladbach 1998 ISBN 3-404-74022-X
- Objektiv des Todes. Bergisch Gladbach 1998 ISBN 3-404-74018-1
- Janes Tagebuch. Bergisch Gladbach 1999 ISBN 3-404-74024-6
- Marys Rache. Bergisch Gladbach 1999 ISBN 3-404-74027-0
- Stadt der 1000 Gefahren. München 2002 ISBN 3-505-11759-5
- Spook City Reihe